# Emmesomyia natalia
Emmesomyia natalia är en tvåvingeart som beskrevs av Malloch 1924. Emmesomyia natalia ingår i släktet Emmesomyia och familjen blomsterflugor. Inga underarter finns listade i Catalogue of Life.